# Gagyapáti
Gagyapáti ist eine ungarische Gemeinde im Kreis Encs im Komitat Borsod-Abaúj-Zemplén.

## Geografische Lage
Gagyapáti liegt in Nordungarn, 37,5 Kilometer nordöstlich des Komitatssitzes Miskolc und 12,5 Kilometer nordwestlich der Kreisstadt Encs. Nachbargemeinden sind Felsőgagy, Alsógagy, Abaújszolnok, Abaújlak und Gagyvendégi.

## Geschichte
Im Jahr 1907 gab es in der damaligen Kleingemeinde 27 Häuser und 111 Einwohner auf einer Fläche von 562 Katastraljochen. Sie gehörte zu dieser Zeit zum Bezirk Cserehát im Komitat Abaúj-Torna.

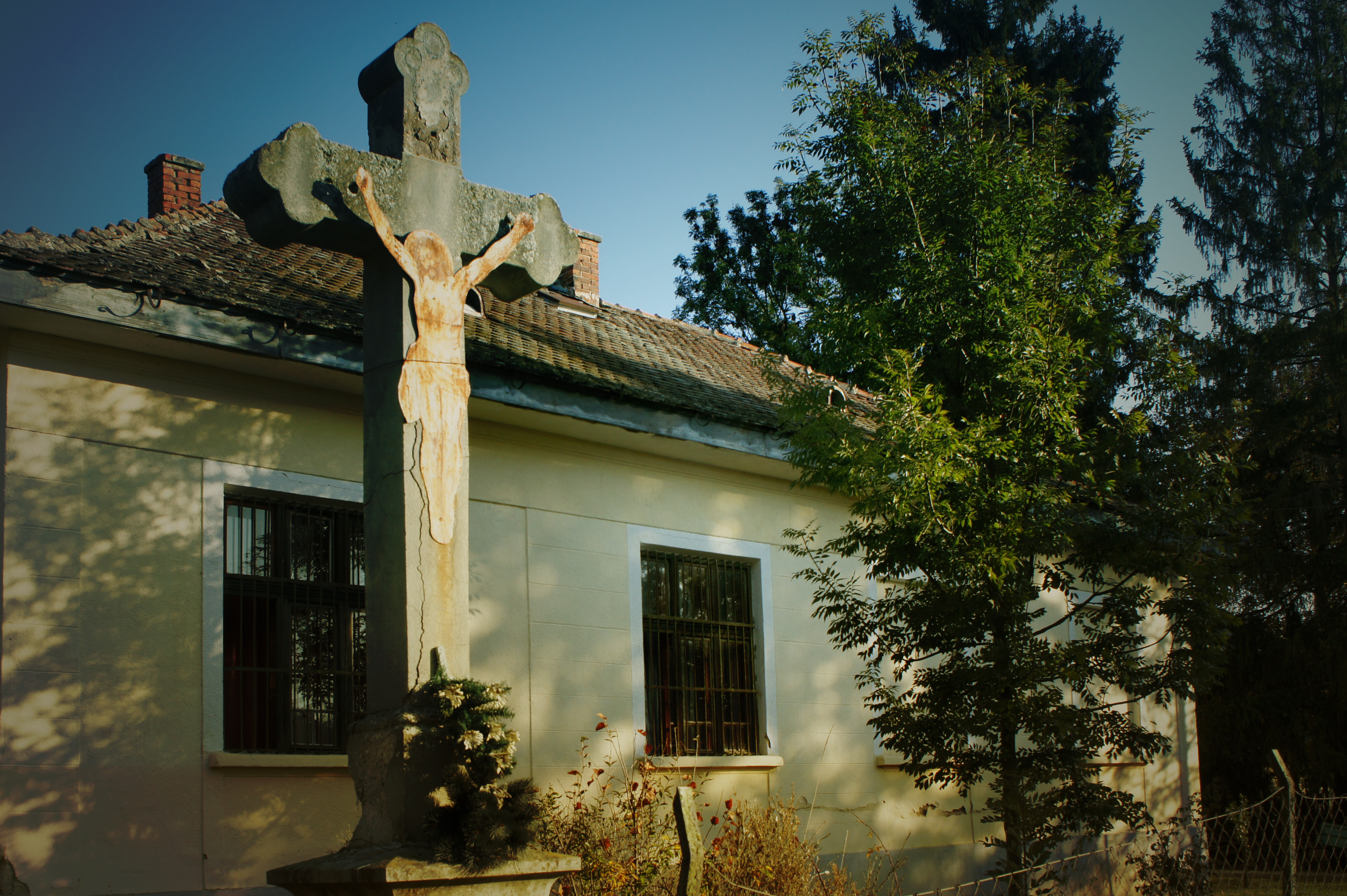
Kruzifix in Gagyapáti
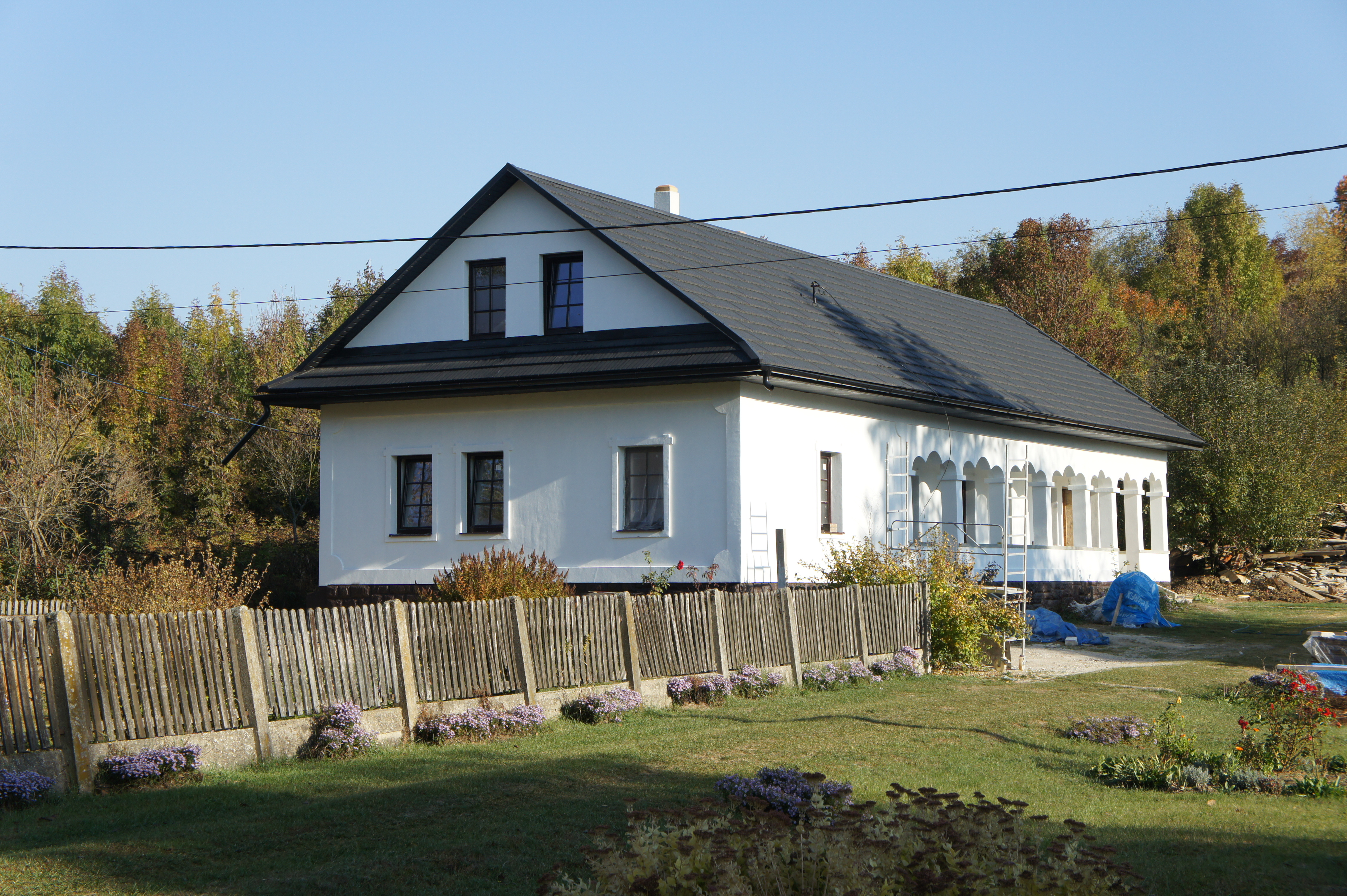
Traditionelles Wohnhaus (renoviert)

## Verkehr
Gagyapáti ist nur über die Nebenstraße Nr. 46144 zu erreichen. Die nächstgelegene Bushaltestelle befindet sich einen Kilometer südöstlich in Alsógagy und der nächstgelegene Bahnhof in Forró-Encs.